# Sønder Alslev Sogn
Sønder Alslev Sogn 
ist eine Kirchspielsgemeinde (dän.: Sogn)
auf der Insel Falster im südlichen Dänemark.
Bis 1970 gehörte sie zur Harde Falsters Sønder Herred im damaligen Maribo Amt, danach zur Stubbekøbing Kommune im Storstrøms Amt, die im Zuge der  Kommunalreform zum 1. Januar 2007 in der Guldborgsund Kommune in der Region Sjælland aufgegangen ist.
Im Kirchspiel leben 104 Einwohner (Stand: 1. Januar 2023).

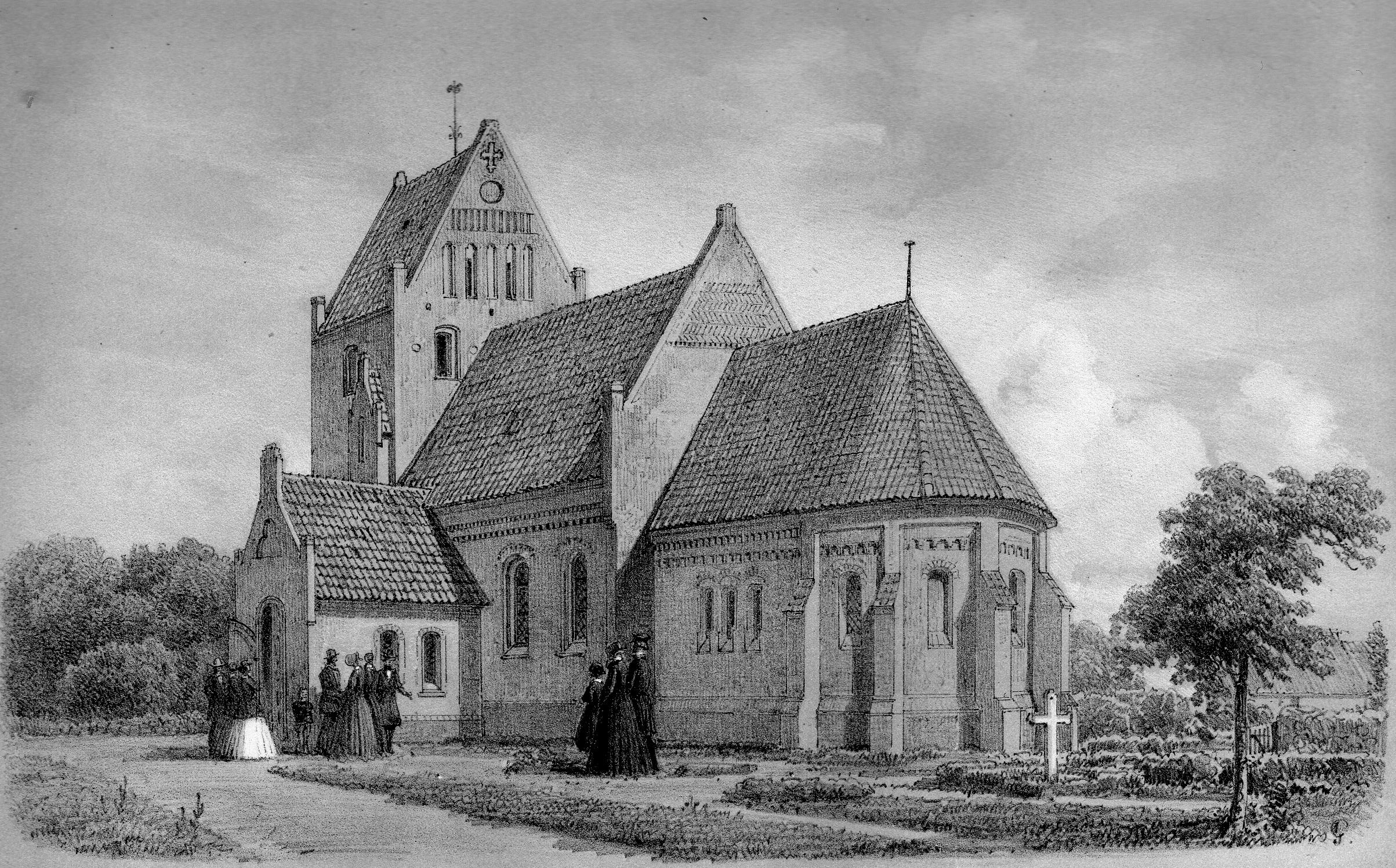
Sønder Alslev Kirke
Bild von Ferdinand Richardt 1867.

Im Kirchspiel liegt die Kirche „Sønder Alslev Kirke“.
Nachbargemeinden sind im Norden Karleby Sogn, im Westen Sønder Kirkeby Sogn und im Süden Idestrup Sogn.